# Ahuatepec, Atzalan
Ahuatepec är en ort i Mexiko.   Den ligger i kommunen Atzalan och delstaten Veracruz, i den sydöstra delen av landet, 220 km öster om huvudstaden Mexico City. Ahuatepec ligger 481 meter över havet och antalet invånare är 340.
Terrängen runt Ahuatepec är kuperad söderut, men norrut är den platt. Ahuatepec ligger uppe på en höjd. Runt Ahuatepec är det ganska tätbefolkat, med 93 invånare per kvadratkilometer. Närmaste större samhälle är Tlapacoyan, 7,9 km väster om Ahuatepec. Omgivningarna runt Ahuatepec är en mosaik av jordbruksmark och naturlig växtlighet.